# Награде Греми
Награде Греми (енгл. Grammy Awards, с временом скраћени изворни назив награде енгл. Gramophone Awards), годишње су награде за изузетне доприносе у музици и дискографији, коју додјељује NARAS, америчка Академија за дискографску умјетност и науку (енгл. The National Academy of Recording Arts & Sciences, Inc). Награде су установљене 1959. године.

## Награда
Награда је израђена од материјала познатог као "грамиум" (Grammium), специјална легура метала која се користи искључиво за израду Греми статуета. Легура је издржљива, а њен сјај доприноси престижу награде.
Свака Греми награда се ручно израђује у радионици Била Ласвела (Bill Laswell) у Колораду. Ласвел и његов тим су задужени за израду свих статуета од 1990-их година. Свака награда је јединствена и захтева прецизан процес ливења, полирања и завршних радова како би добила свој коначан облик.
Поред материјала од којег је направљена, важан је и дизајн, који није мењан од када је награда установљена, златни грамофон на црном постољу.

## Категорије
Сваке године додјељују се 4 главне, 6 посебних награда, те награде најбољима за 30 музичких жанрова у 108 категорија.
| Главне награде     | Главне награде                                                                               |
| ------------------ | -------------------------------------------------------------------------------------------- |
| Снимак године      | најбоље снимљена композиција, додјељује се извођачу и тонским сниматељима једне композиције; |
| Албум године       | најбољи цјелокупни албум, додјељује се извођачу и тонским сниматељима;                       |
| Композиција године | најбоља композиција, додјељује се ауторима музике и текста једне композиције;                |
| Дебитант године    | најбољи нови извођач, додјељује се без обзира на објављене албуме или пјесме.                |

| Посебне награде | Посебне награде |
| --------------- | --- |
|                 | награда за животно дјело извођачима; |
|                 | награда за животно дјело која није намијењена извођачима, него осталим радницима у музичкој умјетности и дискографији;                                                                                   |
|                 | награда за животно дјело тонским сниматељима и студијима; |
|                 | награда се додјељује од 1990. године |
|                 | награда се додјељује од 1973. године, за најмање двадесетпетогодишњи изузетан допринос музичкој умјетности и дискографији;                                                                               |
|                 | награда се додјељује од 1991. године, за просљављене музичаре, који су уз изузетан допринос музичкој умјетности и дискографији остварили значајан допринос у филантропији. Награду додјељује Задужбина . |

| Редовне награде             | Редовне награде | Редовне награде |
| Музички жанр                | Категорије      | Категорије |
| --------------------------- | --------------- | --- |
| Алтернативна музика         | 1               | албум |
| Блуз                        | 2               | албум и савремени албум |
| Музика/Прича за дјецу       | 3               | албум, музички албум и прича |
| Класична музика             | 14              | оркестрална изведба, вокална изведба, опера или хор, снимање опере, хорска изведба, инструментална изведба, инструментална изведба с оркестром, инструментална изведба без оркестра, изведба мањег састава (са диригентом или без њега), изведба коморне музике, савремена композиција, албум, кросовер албум и нови извођач |
| Комедија                    | 2               | албум и говорени албум |
| Композиторство              | 7               | инструмантална композиција, композиција за филм или ТВ, албум филмске или ТВ музике, инструментални аранжман, инструментални аранжман попраћен вокалом и вокални аранжман са два или више вокала |
| Кантри                      | 12              | женска вокална изведба, мушка вокална изведба, изведба дуета или састава (вокална или инструментална), изведба дуета или састава с вокалом, сарадња с вокалом, инструментална изведба, снимка, сингл, композиција, албум, блуграс албум и нови извођач |
| Денс                        | 2               | албум и снимак |
| Диско                       | 1               | снимак (додијељена само 1980) |
| Филмска и ТВ музика         | 3               | албум, композиција и партитура |
| Фолк                        | 1               | снимка етничке или традиционалне музике, традиционални албум, савремени албум, албум музике америчких старосједилаца, албум хавајске музике и албум или музике |
| Госпел                      | 22              | изведба, композиција, традиционална изведба, савремена изведба, женска вокална изведба, мушка вокална изведба, изведба дуета, групе или хора, соул изведба, традиционална соул изведба, савремена соул изведба, женска вокална соул изведба, мушка вокална соул изведба, соул изведба дуета, групе или хора, инспиративна изведба, поп албум, рок албум, традиционални албум, савремени албум, Р&Б албум, јужњачки, кантри или блуграс албум и хорски албум                                                                     |
| Историјска музика           | 1               | албум |
| Џез                         | 11              | женска вокална изведба, мушка вокална изведба, изведба дуета или групе, инструмантални соло, инструментални албум извођача или групе, албум великог ансамбла, фјужн изведба, оригинална композиција, вокални албум, савремени албум и латин албум |
| Латин                       | 11              | снимак, поп албум, традиционални тропикал албум, салса или меренгуе албум, мексички или мексичко—амерички албум, рок или алтернативни албум, техано албум, нортењо албум, мексички регионални албум, банда албум и урбани албум |
| Музички шоу                 | 2               | албум, албум или снимак оригиналне емисије с филма или ТВ |
| Музички видео-спот          | 5               | кратки видео-спот, дуги видео-спот, концептуални видео-спот, видео-спот наступа, видео-спот године |
| Омот и књижица албума       | 4               | омот, омот бокс или посебног ограниченог издања, књижица и књичица (класична музика) |
| Полка                       | 1               | албум |
| Поп                         | 18              | женска вокална изведба, мушка вокална изведба, изведба вокалне групе, изведба хора, инструмантална изведба, женска поп вокална изведба, мушка поп вокална изведба, савремена рок&рол соло вокална изведба (мушка или женска), изведба дуета или групе с вокалом, савремена изведба хора, сарадња с вокалом, изведба оркестра за плес, изведба оркестра или инструменталиста с оркестром (не џез или за плес), инструментална изведба, инструментална изведба уз вокал, модрна композиција, вокални албум и инструментални албум |
| Продукција и тонско снимање | 7               | албум (не–класична музика), албум (класична музика), посебни ефекти, ремиксирање (не–класична музика), продуцент године (не–класична музика), продуцент године (класична музика) и ремиксер године (не–класична музика) |
| Р&Б                         | 11              | женска вокална изведба, мушка вокална изведба, соло вокална изведба (мушка или женска), изведба дуета или групе с вокалима, традиционална изведба, инструментална изведба, урбана или алтернативна изведба, снимка, композиција, албум и савремени албум |
| Реп                         | 7               | соло изведба, женска соло изведба, мушка соло изведба, изведба дуета или групе, реп/сунг сарадња, композиција и албум |
| Реге                        | 1               | албум |
| Рок                         | 10              | женска вокална изведба, мушка вокална изведба, соло вокална изведба (мушка или женска), изведба дуета или групе с вокалима, инструментална изведба, хард рок изведба, метал изведба, хард рок или метал изведба (вокална или инструментална), композиција и албум |
| Суроунд звук                | 1               | албум |
| Гласовни албум              | 2               | албум с причом и албум с комедијом |
| Традиционални поп           | 1               | албум |
| Свијет                      | 3               | свјетски албум, традиционални свјетски албум и савремени свјетски албум |